# Fort Ti
Fort Ti ist ein US-amerikanischer Historien- und Abenteuerfilm aus dem Jahr 1953 von William Castle mit George Montgomery und Joan Vohs in den Hauptrollen. Den Verleih des im 3D-Verfahren gefertigten Films übernahm Columbia Pictures.

## Handlung
Während des Franzosen- und Indianerkrieges im 18. Jahrhundert treffen Captain Horn und Sergeant Wash von der irregulären Kampfeinheit „Rogers’ Rangers“ in Albany (New York) ein. Sie überbringen eine Depesche ihres Anführers, des englischen Majors Robert Rogers, an General Baron Amherst. Rogers fordert mehr Männer und Verstärkung, um die Indianer aus dem Gebiet fernzuhalten, bis die Armee bereit ist, nach Norden vorzurücken. Amherst stimmt dem zu, da die gesamte Kampagne scheitern kann, wenn die Armee im Norden aufgehalten wird. Amherst warnt Horn, in Albany vorsichtig zu sein, da die Identität des französischen Spions Raoul de Moreau nicht festgestellt wurde.
Horn und Wash besuchen Horns Schwester Bess, kommen aber erst an, nachdem Indianer sie und ihre beiden kleinen Söhne entführt und ihre Hütte angezündet haben. Horn erfährt, dass Bess’ Ehemann Mark Chesney zum Zeitpunkt des Angriffs nicht im Haus war. Als Horn ihn in einer Taverne findet, schlägt er Mark, weil er seine Familie im Stich gelassen hat. Mark besucht Moreau und verlangt, den Aufenthaltsort seiner Frau und seiner Kinder zu erfahren. Moreau droht, Marks Familie töten zu lassen, sollte ihm selbst etwas zustoßen, und sagt, sie seien entführt worden, um Mark von der Desertion abzuhalten. Mark kehrt zu Horn zurück und gesteht, dass er sich vier Monate zuvor, um sein eigenes Leben zu retten, bereit erklärt hatte, verschiedenen Komitees beizutreten, um Informationen für die Franzosen zu beschaffen, dass er Moreau jedoch vor der Entführung seiner Familie an diesem Morgen gesagt habe, dass er mit der Spionage fertig sei. Moreau, so enthüllt Mark, erwartet nun von ihm, dass er sich als einer der neuen Rekruten von Rogers anschließt und Informationen über die Anzahl der Männer sammelt, die die Briten einsetzen wollen, und über die Route, die sie auf dem Marsch nach Norden nach Fort Ticonderoga und Québec nehmen wollen. Obwohl er geneigt ist, Mark als Spion zu erschießen, stimmt Amherst zu, dass er seine Freiheit verdienen kann, indem er Informationen liefert, die den Franzosen weder nützen noch schaden.
Auf dem Marsch zu Rogers’ Truppe retten Horn und Wash eine Frau vor einem Indianer, der ihr gerade die Bluse vom Leib reißen will. Die Frau, Fortune Mallory, sagt, sie sei Engländerin und habe seit drei Tagen nichts gegessen, da sie aus Fort Ticonderoga geflohen sei, aber Horn ist misstrauisch. Horn und Wash planen, Fortune auf der Leroy-Farm arbeiten zu lassen, wo im Geheimen Uniformen und Vorräte für die britischen Truppen hergestellt werden. Sie isolieren sie, damit sie nicht mit Mark sprechen kann, den sie immer noch verdächtigen. Mitten in der Nacht sieht Horn, wie Mark sie weckt. Mark fragt, ob sie seine Frau und seine Kinder im Fort gesehen habe, und sie sagt, es gehe ihnen gut. Am nächsten Tag, als Horn Fortune zur Leroy-Farm bringt, beschützt er sie während eines Indianerangriffs und tötet einen Indianer mit einem Tomahawk. Als ein anderer Indianer im Begriff ist, ihn zu erschießen, wird der Indianer von dem französischstämmigen François Leroy erschossen, der Horn freundschaftlich umarmt. Leroys junge indianische Frau Running Otter küsst Horn leidenschaftlich, nachdem sie ihn vier Monate lang nicht gesehen hat. Leroy erklärt Fortune, dass sie Horn als Vater betrachtet, da er sie gefunden hatte, als sie verwaist und dem Hungertod nahe durch den Wald irrte. Leroy, dessen erste Frau von Indianern getötet wurde, die mit den Franzosen verbündet waren, zog Running Otter wie ein weißes Mädchen auf und heiratete das schöne Mädchen später. Auf der Farm küssen sich Fortune und Horn zärtlich, aber als sie sagt, dass er eine Frau braucht, antwortet er abrupt, dass er erst darüber nachdenken wird, was er braucht, wenn der Krieg vorbei ist.
Auf seiner Nachtwache sieht Wash, wie Mark nach Fort Ti aufbricht, und informiert Horn. Im Fort sagt Mark Moreau, dass er, da die Entführung nun sechs Wochen her ist, eine Gewissheit haben möchte, dass seine Frau und seine Kinder in Sicherheit sind. Moreau verspricht, dass er, wenn Amhersts Angriff mit Hilfe seiner Informationen vereitelt wird, noch vor Ende des Sommers zu seiner Frau zurückkehren kann. Mark erklärt Moreau und dem französischen General Montcalm, dass Amherst Hunderte von Ingenieuren geholt hat, um eine Straße zwanzig Meilen östlich des Lake George zu bauen. Eine kleine Truppe wird den See nutzen, um die Franzosen zu täuschen, der Großteil der Armee wird jedoch die neue Straße nehmen. Montcalm beschließt, seine Truppen zwanzig Meilen östlich zu konzentrieren. Moreau bietet 5.000 englische Pfund, wenn Mark Rogers tötet. Als Horn Mark zurückkehren sieht, befragt er ihn grob, bis Rogers eintrifft. Mark erzählt, dass er Montcalm die Informationen gegeben hat, die Amherst ihn weitergeben wollte. Als Rogers von einem seiner Späher erfährt, dass die Franzosen östlich des Flusses Verteidigungsanlagen errichtet haben, erkennt er, dass Mark die Wahrheit gesagt hat.
Während eines Überfalls rettet Horn Mark, als er getötet werden soll. Horn kehrt zur Leroy-Farm zurück, um ihnen zu sagen, dass die Vorräte in drei Tagen fertig sein müssen. Running Otter, die ihren Ehemann nicht bemerkt, umarmt Horn, der jedoch Running Otters Avancen zurückweist. Sie beschuldigt ihn, stattdessen eine weiße Frau zu wollen, da sie vermutet, dass er Fortune begehrt. Später wird Running Otter Zeuge, wie Horn und Fortune während eines Liedes von François Blicke austauschen. Als Horn mit Fortune allein ist, küssen sie sich. Horn kehrt zu seinem Lager zurück, und nachdem Running Otter Fort Ti besucht hat, überfallen französische Truppen die Leroy-Farm. Running Otter beschuldigt Fortune, ein französischer Spion zu sein. Horn, Rogers und die Rangers kämpfen erfolgreich gegen die Franzosen und entwaffnen sie. Fortune beteuert ihre Unschuld, aber Horn glaubt ihr nicht. François, der erkennt, dass Running Otter sie an die Franzosen verraten hat, gibt sich selbst die Schuld und versucht, seine weinende Frau zu trösten, aber sie sagt ihm, er solle sie nicht berühren, und als er sie küsst, nimmt sie sein Messer und sticht sich selbst in den Bauch.
Die Rangers greifen die Franzosen am Fluss an. Horn, Fortune und Wash betreten das Fort, Fortune führt sie zu Bess und ihren Kindern. Sie fliehen aus dem Fort in eine indianische Grabhöhle und verteidigen sich gegen die Franzosen und Indianer. Als ihnen die Munition ausgeht, zwingen die Kanonenschüsse von Amherst die Franzosen zum Rückzug. Bald ist Mark im Lager der Rangers wieder mit Bess und ihren Kindern vereint. Montcalm ist mit seinen Truppen nach Québec aufgebrochen. Horn küsst Fortune an einem Baum.

## Hintergrund
Gedreht wurde der Film vom 16. Februar bis zum 4. März 1953 auf der Movie Ranch von Ray Corrigan im Simi Valley.
Der Film war der erste Technicolor-3D-Film, der von einem großen Studio veröffentlicht wurde. Columbia veröffentlichte seinen ersten 3D-Film, Der Mann im Dunkel (OT: Man in the Dark), im April 1953, einen Monat vor der Premiere von Fort Ti.

## Veröffentlichung
Die Premiere des Films fand am 29. Mai 1953 in New York statt. In der Bundesrepublik Deutschland kam er am 27. November 1953 in die Kinos, in Österreich im März 1954.

## Kritiken
Howard Thompson von der The New York Times schrieb, während der Film die Erweiterung eines dreidimensionalen Features auf eine breitere Leinwand einleite, könne dieses logische und unvermeidliche Paket kaum als technischer Meilenstein bezeichnet werden, geschweige denn als vernünftige Unterhaltung. Die Produktion von Sam Katzman, respektabel in Technicolor inszeniert, wäre gut in einer zweidimensionalen Routine. Generell werden George Montgomery, Joan Vohs, Irving Bacon und James Seay und eine beträchtliche Sammlung von Statisten selbstbewusst in und um Fort Ticonderoga in einem von Robert E. Kent verfassten, nüchternen Bericht darüber gezeigt, wie Rogers Rangers und die englischen Streitkräfte die Franzosen in die Flucht schlagen. Die wunderbaren technischen Möglichkeiten des Films, die sowohl in den fernen als auch in den nahen Einstellungen Tiefe und Klarheit biete, vergrößere beharrlich die Mittelmäßigkeit des Inhalts und vice versa. Regisseur William Castle habe die visuelle, dramaturgische Herausforderung der zusätzlichen Dimension gemeistert, indem er sie ignoriert habs. Aber der Kardinalfehler des Films bleibe nicht so sehr die Wirkungslosigkeit der Geschichte und der Behandlung, sondern die einfache und überraschende Gleichgültigkeit gegenüber der Nutzung der Landschaft. Katzmans mittleres Budget schließe zwar alle weitreichenden Panoramen aus, die bezaubernde, stürmische Nähe des Waldes wirke jedoch ebenso echt und faszinierend, wie die Schauspieler und ihre vage Steuerung künstlich wirken. Trotz all der heiklen, explosiven Ausbrüche, die offensichtlich dieses nachlässige oder vielleicht einfach nur zaghafte Experiment rechtfertigen sollen, entstehe der prickelndste und anschaulichste Realismus, wenn die Kamera kurz einen fahrenden Wagen umgeht, um die Insassen über die Köpfe zweier Pferde hinweg zu beobachten. Ansonsten werde die erste dreidimensionale Breitbild-Darbietung amerikanischer Western-Kultur in einem idealen Rahmen unermesslich in den Schatten gestellt.
Das Lexikon des internationalen Films schrieb: „In 3-D-Technik gefilmtes Kriegsdrama aus der frühen Geschichte des amerikanischen Westens, das mit blutigen Kampfszenen nicht geizt.“
Die Filmzeitschrift Cinema befand: „Naive Pionierhistorie.“